# Lubava
ТРЦ Lubava (також «ТРЦ Любава») — ТРЦ в Черкасах.

## Історія
5 квітня 2013 — відбулось відкриття. ТРЦ розміщено у приміщенні трикотажної фабрики «Любава», яка була закрита в 2000-х роках. Реалізація проекту стартувала без зносу промислового приміщення.

## Характеристики
- Загальна площа — 26 000 кв. м.
- Комерційна площа — 18 000 кв. м.
- Паркінг — підземний та відкритий
- Кількість паркомісць — 130 шт.
- Кількість поверхів — 4[3]

## Соціальна відповідальність
20 липня 2013 року адміністрація ТРЦ, спільно з Федерацією шахів Черкаської області, організувала та провела сеанс одночасної гри з Чемпіоном України з шахів 2009 року Володимиром Якимовим, у турнірі брали участь усі бажаючі.
З 2013 по 2017 роки ТРЦ виступає спонсором всеукраїнського конкурсу краси «Студ Міс — Черкащини», також у 2017 році профінансував поїздку представниці клубу «Черкаські тигри» на Кубок світу з тхеквандо в Мінську, де вона здобула бронзу.
8 лютого 2015 року надали приміщення та забезпечили проведення змагань з фехтування на шаблях серед кадетів (до 17 років). Учасники боролися за місце у національній збірній України для подальшої участі у чемпіонаті Європи.

## Нагороди
- У грудні 2017 року ТРЦ переміг у номінації «Кращий малий ТРЦ».[8]

- У листопаді 2015 року ТРЦ Любава був номінований, Українським клубом нерухомості, на «Проект року в торгівельній нерухомості».[9]
- 14 серпня був номінований на звання Кращий малий ТРЦ поза міст-мільйонників, де оцінювались ТЦ, які працюють в обласних центрах (крім Києва, Одеси, Харкова, Дніпра та Львова) орендною площею від 10 000 м² до 19 999 кв. м.[10]
- У вересні 2019 року отримав нагороду Кращий малий ТРЦ поза міст-мільйонників (GLA від 10 000 до 19 999 кв. м).[11][12]

## Цікаве
- У 2014 році був занесений до Національного реєстру рекордів України за «Найбільше зображення Прапора і Герба України», яке було розміщене на фасаді ТРЦ та займало площу 240 м кв.[13]